# Parafia Niepokalanego Poczęcia Najświętszej Maryi Panny w Rudzie
Parafia Niepokalanego Poczęcia Najświętszej Maryi Panny w Rudzie – parafia rzymskokatolicka znajdująca się w diecezji sandomierskiej w dekanacie Nisko. Erygowana została w 1989 roku przez biskupa Ignacego Tokarczuka.